# Васко-да-Гама (лунный кратер)
Кратер Васко да Гама (лат. Vasco da Gama) — крупный ударный кратер у западного лимба видимой стороны Луны. Название присвоено в честь португальского мореплавателя эпохи Великих географических открытий Васко да Гама (1460 или 1469 — 24 декабря 1524) и утверждено Международным астрономическим союзом в 1935 г. Образование кратера относится к нектарскому или донектарскому периоду.

## Описание кратера

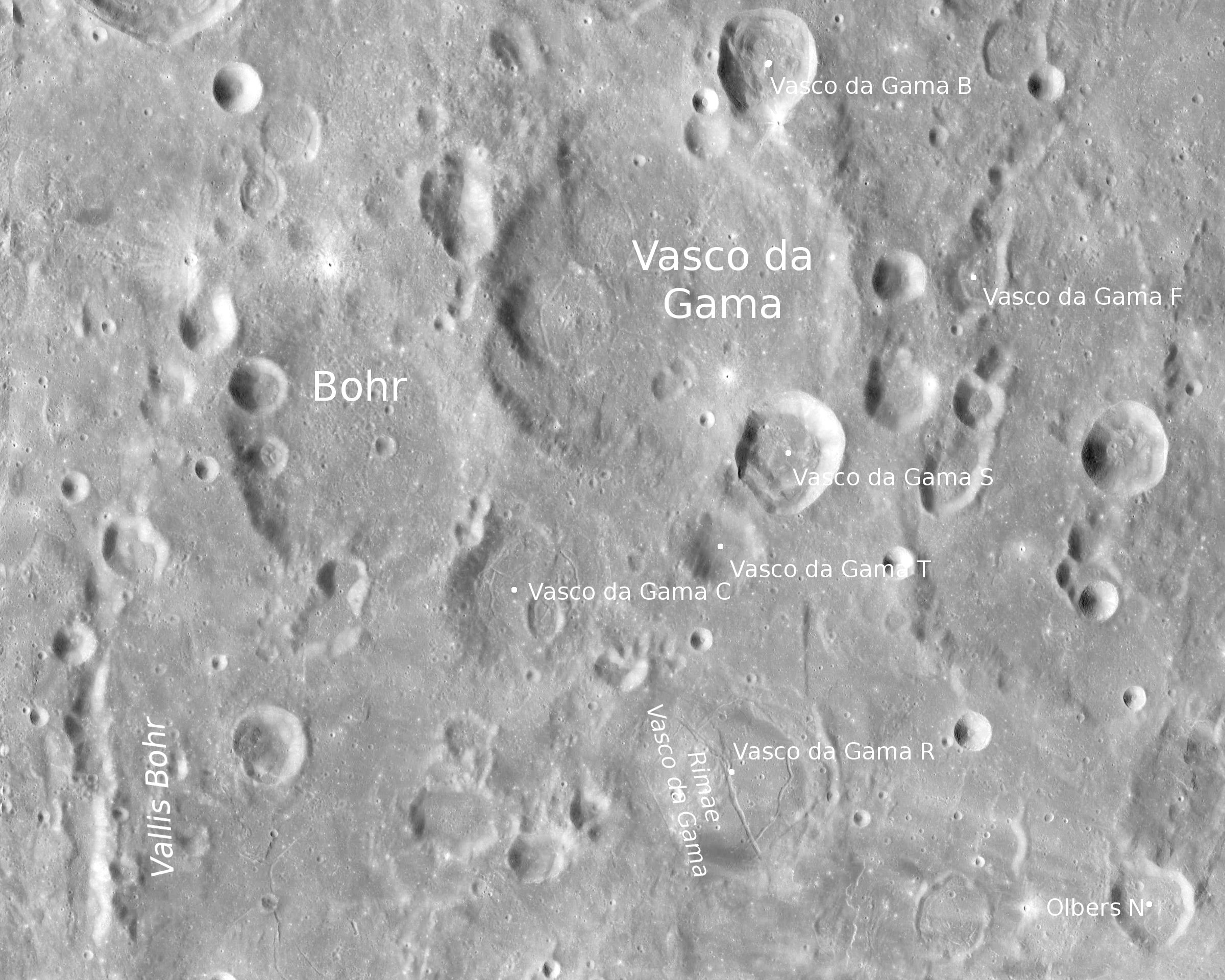
Окрестности кратера Васко да Гама. Снимок зонда Lunar Reconnaissance Orbiter.

Ближайшими соседями кратера являются кратер Эйнштейн на северо-западе; кратер Дальтон на севере; кратер Кардан на востоке, кратер Глушко на юго-востоке и кратер Бор на юго-западе. Селенографические координаты центра кратера — 13°47′ с. ш. 83°56′ з. д. / 13,78° с. ш. 83,94° з. д., диаметр — 94 км, глубина — 2,78 км.
Вал кратера имеет близкую к циркулярной форму, северная и южная части вала значительно разрушены, юго-восточная часть вала перекрыта сателлитным кратером Васко да Гама S (см. ниже). Высота вала над окружающей местностью — около 1400 м, объем кратера составляет приблизительно 6500 км3. В чаше кратера находится небольшой центральный пик.

## Сателлитные кратеры
| Васко да Гама | Координаты                                            | Диаметр, км |
| ------------- | ----------------------------------------------------- | ----------- |
| A             | 12°38′ с. ш. 80°04′ з. д. / 12,63° с. ш. 80,07° з. д. | 22,0        |
| B             | 15°43′ с. ш. 83°07′ з. д. / 15,72° с. ш. 83,12° з. д. | 25,1        |
| C             | 11°29′ с. ш. 85°04′ з. д. / 11,48° с. ш. 85,07° з. д. | 46,8        |
| F             | 13°52′ с. ш. 80°47′ з. д. / 13,86° с. ш. 80,78° з. д. | 55,8        |
| P             | 12°00′ с. ш. 80°20′ з. д. / 12,00° с. ш. 80,34° з. д. | 103         |
| R             | 9°55′ с. ш. 83°31′ з. д. / 9,91° с. ш. 83,51° з. д.   | 60,9        |
| S             | 12°38′ с. ш. 82°56′ з. д. / 12,63° с. ш. 82,94° з. д. | 30,3        |
| T             | 11°52′ с. ш. 83°30′ з. д. / 11,87° с. ш. 83,50° з. д. | 19,9        |

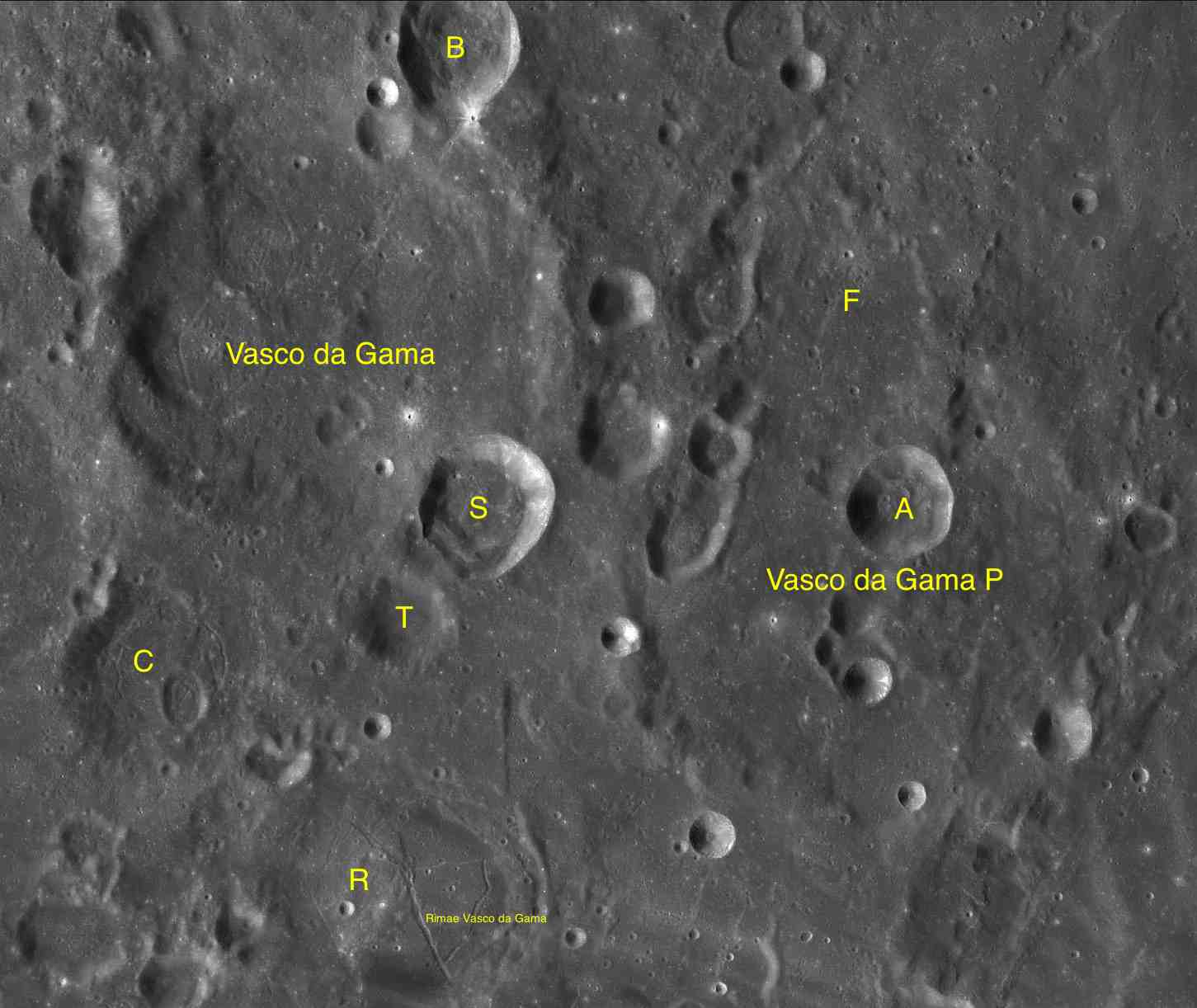
Фрагмент карты LAC-55.

- Дно чаши сателлитного кратера Васко да Гама R перечеркнуто системой борозд, названных по имени кратера.